# ドゥーリン

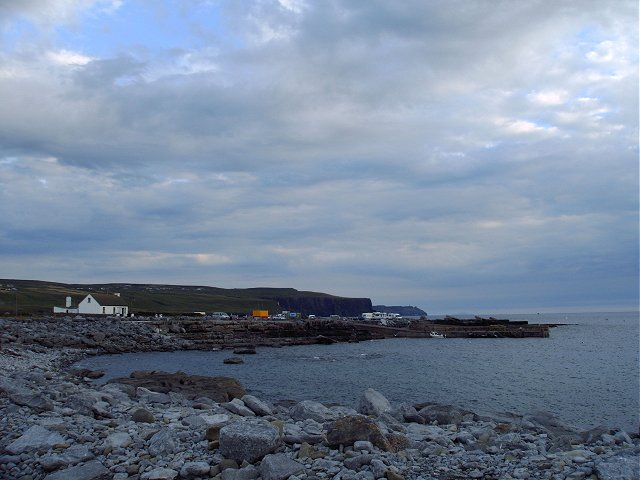
ドゥーリンの海岸の夕方。遠くにモハーの断崖とハグ岬が見える。

ドゥーリン  (英:Doolin、アイルランド語:Dúlainn)はアイルランドのクレア県の大西洋側の海岸沿いにある村である。村のアイルランド語の名前は「黒い教会」の意味である。この村は温泉の町リスドゥーンバーナの近隣にある。この村は伝統的アイルランド音楽の中心地であると知られており、村の3つのパブで観光客に対して実演されている。この村の周辺では、鉄器時代前の考古学的な遺跡がたくさん存在する。ダンガイアー城(Doonagore Castle)やバリナラケン城(Ballinalacken Castle)が同じエリアに存在する。
ドゥーリンの町から見ることのできるアラン諸島へのフェリーの航路が3つでている。(ゴールウェイへが１本と、残りがゴールウェイ湾の北の海岸沿いにある村ロッサヴィールへのものである)。ドゥーリンはモハーの断崖の近くにあり、リムリックとエニスそれぞれからガルウェイへ行くバスの停留場が崖とドゥーリンにあり、どちらの方向行きでも停車する。この地域は、バレン地域の南西の隅に位置している。
ドゥーリンの村は3つの地域に分かれている。丘の部分が、ロードフォード(Roadford)と呼ばれる部分で、2つのパブ、レストラン、カフェ、宿屋やB&Bが何件かある。浜辺に向かって1kmほど進むと、フィッシャーストリートがある。ここにはオ・コーナーのパブ(O'Connor's Pub)、ホステル、店舗、レストランが何件か、B&Bがある。その2つの間には新しい2件のホテルと、2006/2007年に開店した他のパブがある。さらに海に向かって下ると、ドゥーリンの海岸とキャンプ場が道の終わりにある。
アイル川(Aille)はバレンの丘から、ドゥーリンを抜け海に至る。小さなクラブ島がドゥーリンの浜辺からすぐ近くにあり、19世紀の石造の警備隊の前哨基地の跡地が荒野に存在している。

## ドゥーリンの3つのパブ
「アイルランドの伝統的音楽の発祥」と呼ばれるドゥーリンの３つのパブは伝統音楽のライブセッションが夜に開催されることで有名である。3つのパブはガス・オ・コーナー(Gus O'Connor's)、マクデルモット(McDermott's)、マクガン(McGann's)である。毎年2月の最終金曜にはMicho Russell Festival Weekendが開かれる。

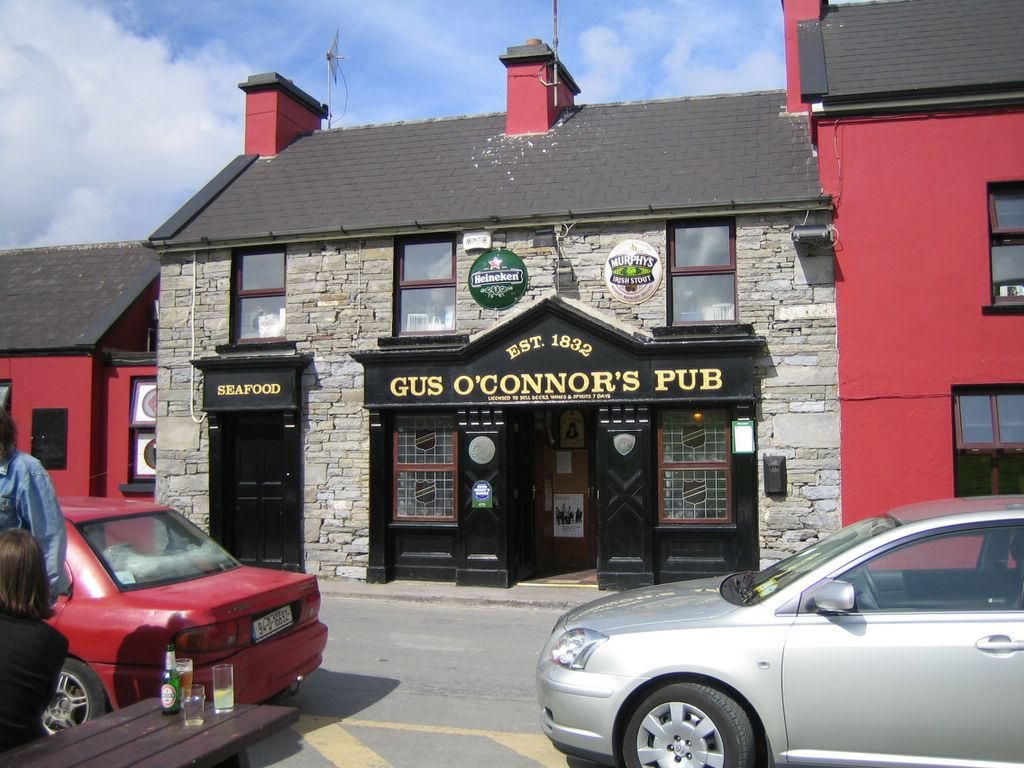
Gus O'Connor's pub、アイルランド、ドゥーリン、1832年開業
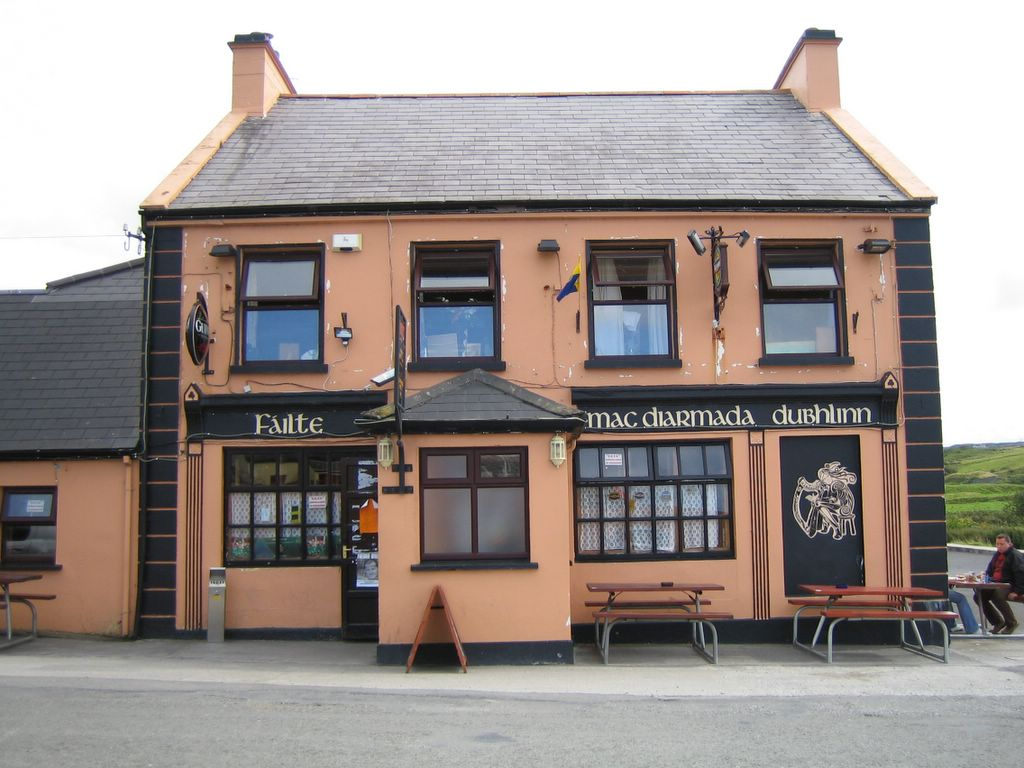
McDermott's pub、アイルランド、ドゥーリン、1867年開業
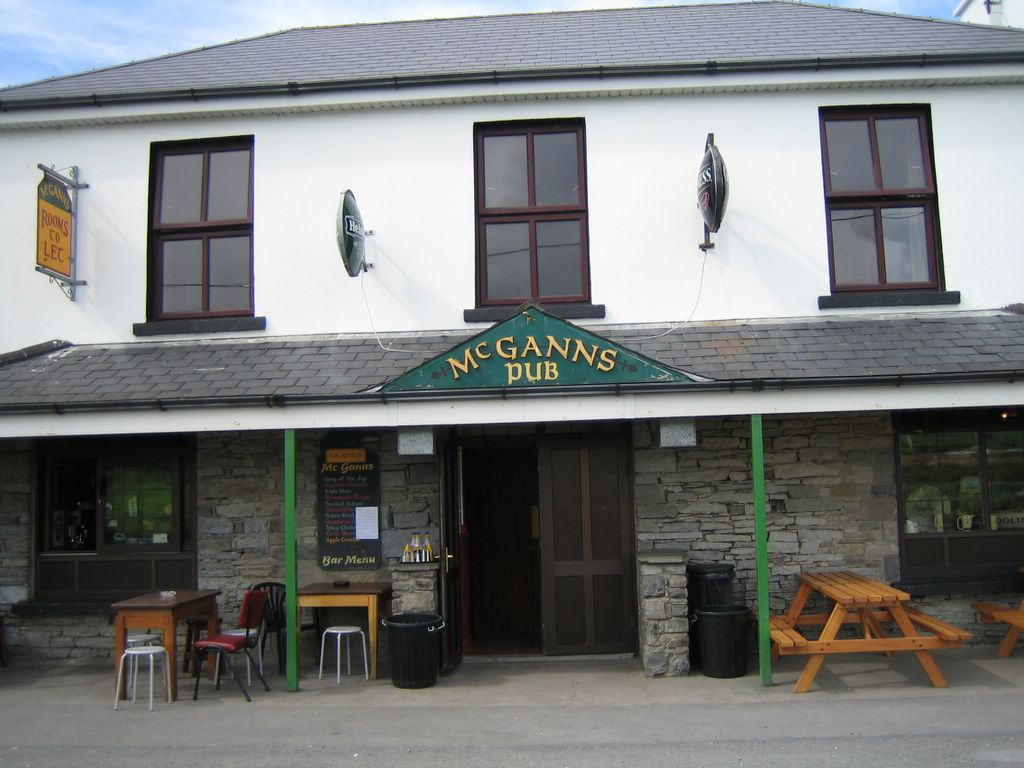
McGann's、アイルランド、ドゥーリン、1976年開業

## レジャー活動
予算のに大きな選択の幅があるなら、ドゥーリンは、音楽、キャンプ、魚釣り、ボート、ハイキング、洞窟探検の様な、様々なレジャーを楽しめる場所である。アイラディーに近く、巨石がごろごろしている地である近くのラクグラスは、ロッククライマーにとって非常に有名な地である。
ドゥーリン洞窟は2006年に観光客に開放された、そこは、「北半球で一番長い鍾乳石」で有名である。